# Bulletin du bibliophile
Fondé en 1834, le Bulletin du bibliophile est une revue française consacrée au livre et à son histoire. Il est le plus ancien périodique existant consacré à ce sujet.

## Histoire
Le Bulletin du bibliophile fut créé en 1834 par le libraire Jacques-Joseph Techener et  l'écrivain Charles Nodier. Parmi les contributeurs du premier volume figuraient ainsi Jacques-Charles Brunet, Georges Duplessis, Jean-Michel Constant Leber ou Gabriel Peignot. 
La publication porta le titre « Bulletin du Bibliophile et du bibliothécaire » de 1858 à 1962. Elle fut successivement dirigée par Jacques-Joseph Techener (jusqu'en 1864), Léon Techener (de 1865 à 1888), Georges Vicaire (de 1896 à 1921) et Fernand Vandérem (de 1922 à 1939). À la mort de Vandérem, elle fut reprise par le libraire Louis Giraud jusqu'en 1962. En 1969, après sept ans d'interruption, la publication est relancée par Claude Guérin, successeur de Louis Giraud, sous l'égide de l'Association internationale de bibliophilie. Elle fut dirigée par François Chapon jusqu'en 1989, puis par Annie Charon (professeur à l’École des chartes, 1989-2014), Guillaume Fau (conservateur à la BnF, 2014-2021) et Rémi Jimenes (maître de conférence au Centre d'études supérieures de la Renaissance (Tours), depuis 2021). 

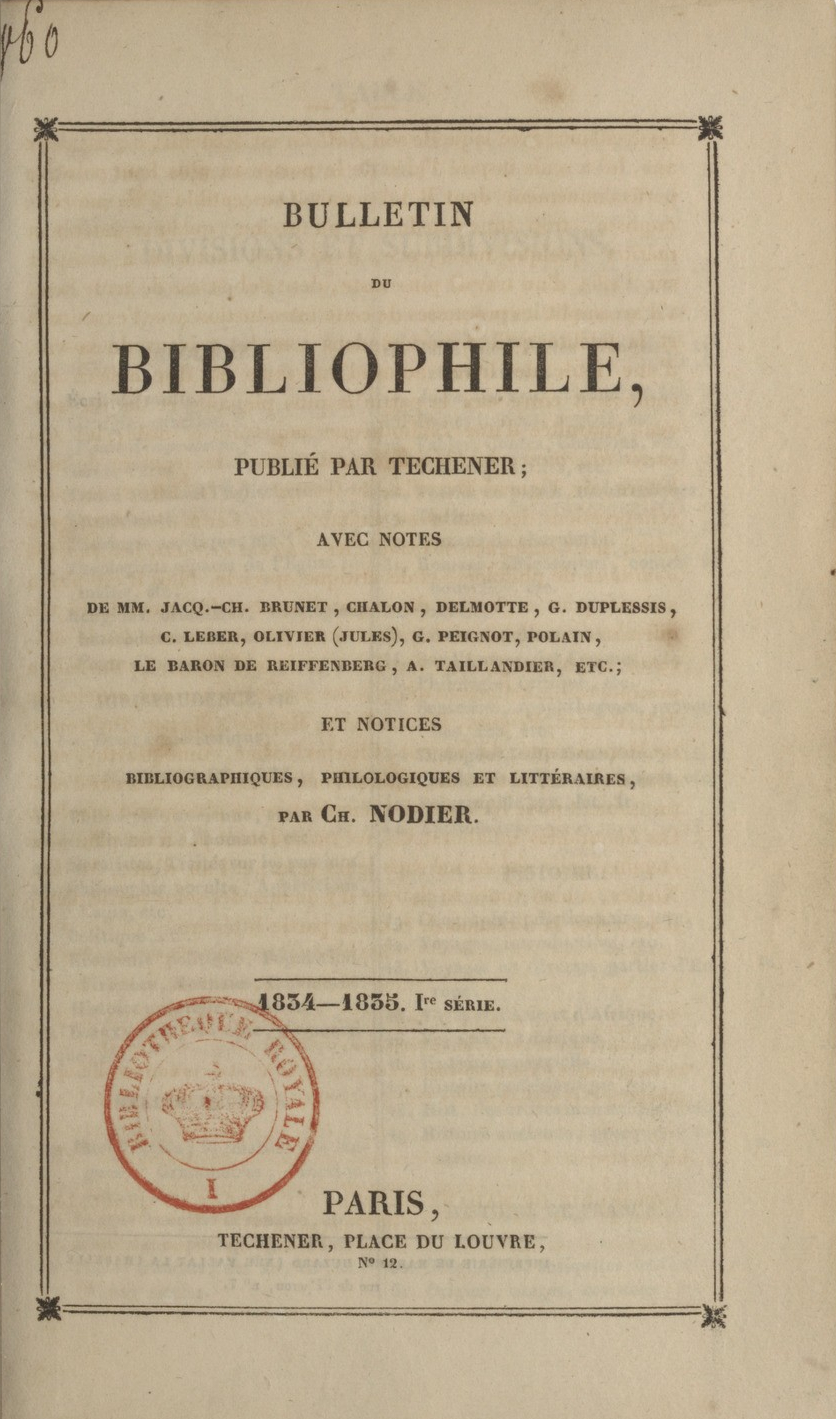
Page de titre du premier numéro du Bulletin du Bibliophile (1834)

Depuis 1989, le Bulletin paraît à raison de deux numéros par an. Sa publication est assurée par Electre - Les Éditions du Cercle de la librairie, sous l'égide et avec le soutien de l'Association internationale de bibliophilie.

## Contenu
Le Bulletin du bibliophile est une revue académique à comité de lecture. Son contenu est sélectionné par un comité de rédaction qui comprend des universitaires, des conservateurs de bibliothèques et des libraires. 
Il publie des articles relatifs à l'histoire du livre (imprimé ou manuscrit) : imprimerie, reliure, bibliothèques et pratiques de collection.  